# Dereșova, Murovani Kurîlivți
Dereșova (în ucraineană Дерешова) este o comună în raionul Murovani Kurîlivți, regiunea Vinnița, Ucraina, formată numai din satul de reședință.

## Demografie
Componența lingvistică a satului Dereșova
     Ucraineană (99,58%)
     Alte limbi (0,42%)
Conform recensământului din 2001, majoritatea populației satului Dereșova era vorbitoare de ucraineană (99,58%), existând în minoritate și vorbitori de alte limbi.